# 亞斯納波利亞納 (梅利托波爾區)
47°3′48″N 34°49′51″E / 47.06333°N 34.83083°E
亞斯納波利亞納（烏克蘭語：Ясна Поляна）是位於烏克蘭東南部的村莊，由扎波羅熱州梅利托波爾區的韋塞萊市鎮負責管轄。該村面積0.98平方公里，海拔高度75米，2001年人口210，人口密度每平方公里214.3人。